# La poesía chilena moderna
La poesía chilena moderna: antología es una antología editada por Rubén Azócar, publicada en 1931 por Ediciones Pacífico del Sur, en Santiago de Chile. Contiene poemas entre 1888 y 1931.
Dentro de su contenido figuran poemas del por entonces inédito poeta Omar Cáceres, que unos años más tarde aparecerían en su único libro, Defensa del ídolo (1934), el cual se convertiría en un referente del vanguardismo latinoamericano chileno.

## Contenido
El libro comienza con un extenso prólogo firmado en septiembre de 1930, en el cual se resume la historia de la literatura chilena. Los poemas vienen antecedidos por reseñas bibliográficas de los poetas y contextualizaciones del período histórico.